# Lost Horizons (album, Lemon Jelly)
Lost Horizons je studiové album anglického elektronického hudebního dua Lemon Jelly. Vydáno bylo v říjnu roku 2002 společností XL Recordings a jeho producentem byl jeden z členů dua, Nick Franglen. Autorem obalu alba je druhý člen – Fred Deakin a jeho designerské studio Airside. Album bylo nominováno na Mercury Prize. Kromě dua se na albu podíleli například trumpetista Andy Diagram, baskytarista Guy Pratt a harmonikář Bob Young. Album se umístilo na dvacáté příčce britské hitparády a stalo se zlatým.

## Seznam skladeb
1. Elements – 8:41
2. Space Walk – 7:03
3. Ramblin' Man – 7:08
4. Return to Patagonia – 8:41
5. Nice Weather for Ducks – 6:08
6. Experiment Number Six – 5:54
7. Closer – 7:24
8. The Curse of Ka'Zar – 9:01